# Una storia semplice (romanzo)
(da Friedrich Dürrenmatt, Giustizia)
Una storia semplice è un breve romanzo di carattere poliziesco dello scrittore Leonardo Sciascia, ispirato a un fatto realmente avvenuto, il furto della Natività con i santi Lorenzo e Francesco d'Assisi di Caravaggio.

## Trama
Il telefonista di una stazione di polizia riceve la telefonata di un uomo che chiede di poter parlare col questore. Sarà tuttavia il brigadiere a prendere la telefonata: l'uomo al telefono gli fornisce i propri dati, indica il luogo in cui si trova e chiede l'intervento di una pattuglia della polizia dicendo di aver "trovato qualcosa". Il commissario convince il brigadiere che si tratti di uno scherzo, dato che l'uomo che aveva chiamato, un diplomatico, non torna in quei luoghi da anni. Il brigadiere tuttavia ha avvertito dell'urgenza nelle parole dell'uomo e si offre di andare sul luogo, ma il commissario lo convince a rimandare all'indomani.
Il giorno dopo il brigadiere raggiunge in pattuglia il casolare da cui è partita la chiamata, ma l'abitazione, quasi in rovina, sembra deserta: all'interno si intravede tuttavia il corpo di un uomo accasciato su una scrivania. Il brigadiere decide di rompere il vetro della finestra per entrare, e constata che l'uomo è morto per un colpo di pistola che viene ritrovata sulla scena; viene inoltre rinvenuto un biglietto apparentemente scritto dal morto, su cui si legge la frase:
Questi elementi fanno presto avanzare l'ipotesi che l'uomo si sia suicidato; tuttavia il fatto che la penna stilografica utilizzata per vergare il messaggio sia chiusa convince il brigadiere che in realtà si tratti di omicidio: egli pensa che l'uomo, dopo aver telefonato in questura, abbia iniziato a scrivere quello che aveva trovato ormai dubitando che la polizia arrivasse e che poi, sentito bussare alla porta abbia aperto, nella convinzione che fosse la polizia, ma si era trovato davanti l'assassino. La penna chiusa dimostrerebbe che l'assassino aveva cercato di far passare l'omicidio per suicidio. Dopo aver perquisito la casa, inoltre, il brigadiere si convince che, malgrado l'apparente stato di abbandono, essa non fosse disabitata: vi sono infatti evidenti tracce della presenza di qualcuno. Le sue elucubrazioni vengono interrotte dall'arrivo del questore, il procuratore della Repubblica, il medico, il fotografo, un giornalista e molti agenti, tra i quali quelli della scientifica: il questore e il commissario rigettano però la sua teoria.
Dopo le indagini emergono nuovi indizi e si ricostruisce parte della vicenda: l'uomo, tornato la sera prima, entrando nella sua villa aveva trovato con sorpresa un telefono che prima della sua partenza non c'era.
 Aveva chiamato allora il professor Carmelo Franzò, suo vecchio amico, al quale riferì di essere ritornato improvvisamente per recuperare delle lettere autografe che Garibaldi e Pirandello avevano scritto a suo nonno e al suo bisnonno; gli disse inoltre del telefono e di aver trovato un quadro famoso che era scomparso qualche anno prima nascosto nella sua soffitta. In seguito alla testimonianza del professore la tesi del suicidio viene scartata e si decide di fare una perquisizione più accurata nella villa.

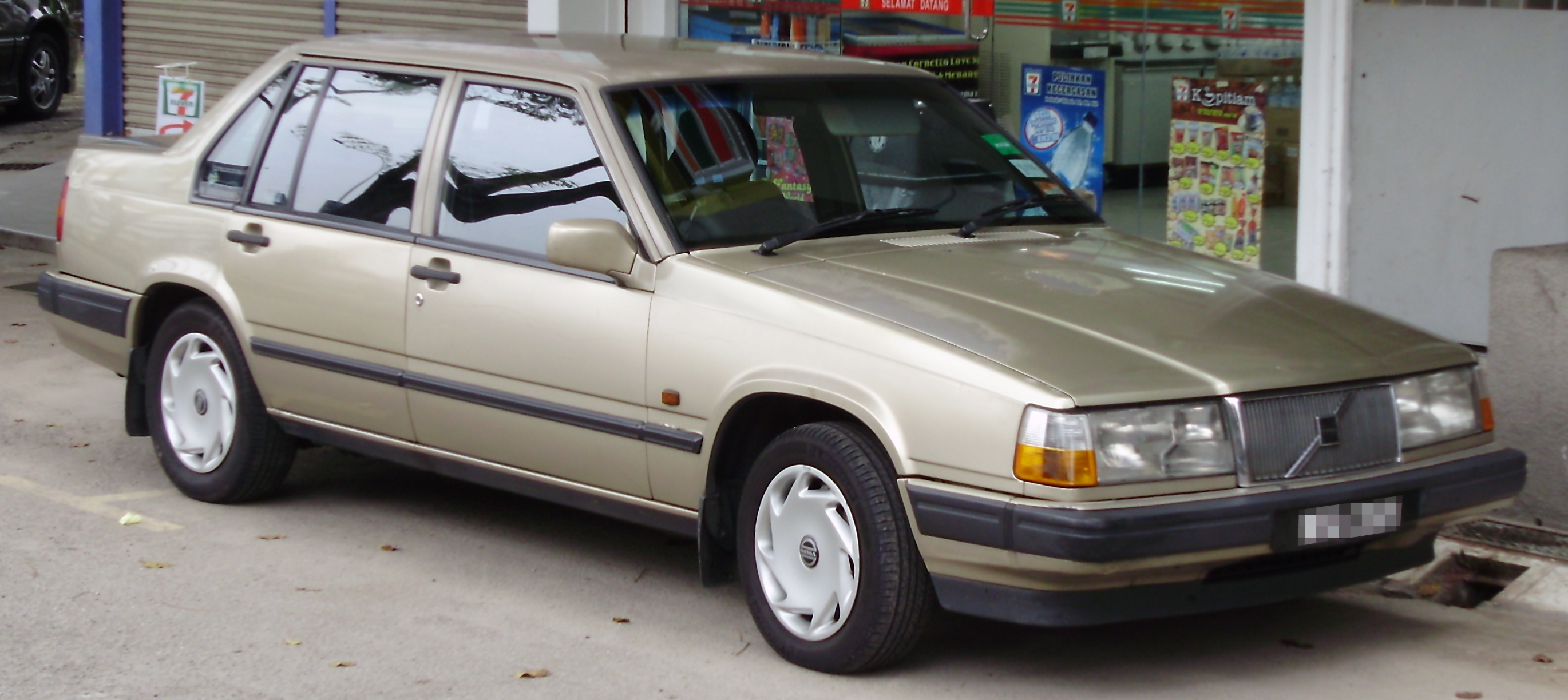
Una Volvo 940, il modello utilizzato nella trasposizione cinematografica

Quello stesso pomeriggio accade però un fatto che porta ulteriore sconvolgimento. Un treno locale si era fermato al semaforo che precedeva la stazione di Monterosso, ma dopo mezz'ora il segnale di impedimento non era ancora cambiato. Passeggeri e ferrovieri avevano pensato che il capostazione avesse avuto dei problemi e, dopo aver fermato una Volvo, il capotreno aveva chiesto al conducente di salire alla stazione per domandare cosa fosse successo. Tuttavia il semaforo era rimasto rosso, così il capotreno aveva deciso di andare a controllare di persona, ma al suo arrivo in stazione aveva scoperto che il capostazione e il manovale erano stati uccisi. La polizia e i carabinieri sospettano dell'uomo della Volvo, il quale poi si presenta spontaneamente in questura per raccontare quanto aveva visto il pomeriggio prima: un uomo, che lui ritiene fosse il capostazione, gli aveva aperto la porta, mentre altri due arrotolavano quello che sembrava un tappeto. Però, siccome lui non riconosce le 2 vittime in foto, tale deposizione non convince il commissario che trattiene l'uomo.
Da Stoccarda ed Edimburgo arrivano nello stesso giorno la ex-moglie della vittima e il figlio che racconta al questore che ogni tanto suo padre scriveva al prete del paese, Padre Cricco, perché lo informasse sullo stato di mantenimento della proprietà. Padre Cricco viene interrogato e afferma di non aver mai avuto le chiavi delle proprietà, ma di averla sempre vista dall'esterno. Durante una perquisizione della villa, il brigadiere e il commissario salgono in soffitta: inizialmente il brigadiere non trova l'interruttore, ma d'istinto il commissario, il quale non dovrebbe essere mai stato in quella casa prima, gli dice che esso è collocato dietro una statua, dove effettivamente è. Il brigadiere comincia dunque a sospettare che il commissario sia coinvolto nel caso e stia facendo di tutto per insabbiarlo; l'indomani, quando entrambi sono nell'ufficio, il commissario tenta di sparargli ma il brigadiere risponde prontamente al fuoco e lo uccide. Alla conclusione delle indagini si svela il mistero: il commissario assieme alla sua banda conduceva traffici di droga e opere d'arte utilizzando il villino come base; quando Roccella era tornato senza preavviso, aveva visto nella sua villa il quadro rubato e aveva telefonato alla polizia. Il commissario, allarmatosi, si era recato alla villa e lo aveva assassinato, inscenandone il suicidio; aveva poi fatto sparire il quadro e la droga dal capostazione e dal manovale, suoi complici; questi però, non volendo avere da loro tutta quella merce illegale, avevano protestato e il commissario li aveva uccisi. L'uomo della Volvo, arrivato dopo, aveva in realtà incontrato gli altri membri della loro banda che stavano portando via il quadro. Malgrado ciò il magistrato, il questore e il colonnello, siccome non ci sono prove sufficienti per dimostrare tutto questo, decidono di archiviare questi fatti come suicidio (il proprietario della villa), delitto irrisolto (capostazione e manovale) e incidente (il commissario).
L'uomo della Volvo viene finalmente lasciato libero, e nell'uscire dalla questura incontra fugacemente padre Cricco, venuto a benedire la salma del commissario, il quale lo ferma un istante chiedendogli se si conoscono. Lui risponde di no e se ne va, ma poi, uscendo dalla città, gli viene in mente il volto dell'uomo che gli aveva aperto, colui che aveva creduto essere il capostazione, e si rende conto che era lui: Padre Cricco dunque era a sua volta complice del commissario. Il romanzo termina con questo amaro explicit:

## Adattamenti cinematografici
Dal romanzo venne tratta la sceneggiatura del film Una storia semplice, che uscì nelle sale nel 1991 con la regia e la sceneggiatura di Emidio Greco e l'interpretazione dell'attore Gian Maria Volonté al suo ultimo film italiano, nel ruolo del Professor Franzò, che di fatto incarna il punto di vista di Sciascia. Tra gli altri attori che vi prendono parte, Ennio Fantastichini nel ruolo del Commissario, Ricky Tognazzi nel ruolo del brigadiere, e Massimo Ghini, uomo della Volvo.
Al romanzo si ispira liberamente anche il film del 2018 Una storia senza nome, la cui trama ruota intorno al furto della Natività con i santi Lorenzo e Francesco d'Assisi del Caravaggio, al quale lo stesso Sciascia si ispirò per la creazione del suo racconto.

## Edizioni
- Stampato nel novembre 1989 Leonardo Sciascia, Una storia semplice, collana Piccola Biblioteca Adelphi 238, Adelphi, 1989,  p. 66, ISBN 88-459-0729-5.